# Too Smooth
Too Smooth (Hairshirt, successivamente reintitolato Too Smooth per l'uscita in home video) è un film del 1998 diretto da Dean Paras e prodotto e interpretato da Neve Campbell.

## Trama
Danny Reilly, aspirante sceneggiatore di Hollywood, è un inguaribile Don Giovanni, il cui passatempo preferito è quello di mentire spudoratamente alle sue conquiste pur ottenere da loro ciò che vuole. Fino al giorno in cui incontra e si innamora di Corey, una giovane attrice che gli chiede la massima onestà. Quando una delle ex di Danny, Renee, diventata nel frattempo una star del cinema, lo viene a sapere, decide di vendicarsi cercando in tutti i modi di rovinare la loro relazione. Le cose si complicano quando Danny scopre che anche il suo logorroico coinquilino Tim ha una cotta per Corey.

## Personaggi
- Renee Weber, eccentrica attrice di Hollywood, ex di Danny, disposta a tutto pur di rovinargli la vita
- Danny Reilly, aspirante sceneggiatore senza troppo talento, Don Giovanni incallito che non si fa scrupoli a ingannare le sue prede per ottenere ciò che vuole. Dovrà ricredersi quando incontrerà finalmente la ragazza dei suoi sogni.
- Corrinne "Corey" Wells, giovane attrice, si innamora di Danny, ignara del suo passato di Don Giovanni
- Jennifer Scott, una sexy cameriera che proverà a conquistare Danny, mettendo il crisi la sua relazione con Corey
- Timothy "Tim" Wright, logorroico coinquilino di Danny con cui sta scrivendo una sceneggiatura. Si prenderà una cotta per Corey

## Produzione
Il film è stato girato a Los Angeles tra il novembre e il dicembre del 1997 con un budget ridotto di soli 65.000 dollari.
Scritto dallo stesso regista e protagonista Dean Paras, ex-alunno di Alfonso Cuarón, (che appare nel film nel ruolo di un regista), il film è stato co-prodotto dall'attrice Neve Campbell (all'epoca sulla cresta dell'onda dopo i successi di Giovani streghe, Scream e Sex Crimes - Giochi pericolosi) assieme a Paras, Katie Wright e al fratello Christian, tutti amici di vecchia data.
Impegnata prevalentemente sul set della quarta stagione di Party of five, la Campbell girò tutte le sue scene nelle sue giornate libere.
Il film venne completato nell'estate del 1998.

## Distribuzione
Il film è stato presentato in anteprima mondiale il 12 dicembre 1998 durante il Toronto International Film Festival. Nel gennaio del 2000 è nella selezione ufficiale dello Slam Dunk Film Festival di Park City, dove vince il premio del pubblico.
Viene successivamente distribuito direttamente in home video con un nuovo titolo, Too Smooth, a partire dal 6 marzo 2001.